# Elizabeth Weaver
Elizabeth Weaver, som levde 1683, var en engelsk skådespelare. Hon tillhörde de första kvinnliga skådespelarna i England, sedan yrket där hade öppnats för kvinnor år 1660.
Hon var engagerad vid King's Company på Drury Lane Theatre mellan 1660 och 1683. Hon spelade flera huvudroller under sina första år vid teatern. Hon är även känd för att ha varit älskarinna till Karl II, som uppges ha haft en förbindelse med henne 1662, strax innan han inledde sitt förhållande med Nell Gwynne.